# Сэм Уилсон (киновселенная Marvel)
Сэ́мюэл «Сэм» Уи́лсон (англ. Samuel "Sam" Wilson) — персонаж медиафраншизы «Кинематографическая вселенная Marvel» (КВМ), основанный на одноимённом персонаже Marvel Comics, широко известный под псевдонимом «Со́кол» (англ. Falcon), а затем под званием «Капита́н Аме́рика» (англ. Captain America).
Уилсон является ветераном ВВС США, который летает с помощью реактивного ранца с сочленёнными крыльями. В 2015 году, он становится участником команды «Мстители», а в 2016 году заключается в тюрьму «Рафт» за нарушение «Заковианского договора» и защиты Баки Барнса, ошибочно объявленного международным преступником. В 2018 году противостоит межгалактическому титану Таносу в Ваканде и в результате действий последнего, Сэм распадается, а затем через 5 лет восстанавливается в Ваканде и успешно противостоит альтернативной версии Таноса. После этого, Стив Роджерс передаёт Сэму щит и своё звание. Через полгода, Сэм объединяется с Баки Барнсом для противостояния с террористической группировкой «Разрушители флагов», после чего официально принимает звание «Капитан Америка».
Роль Сэма Уилсона в КВМ исполняет американский актёр Энтони Маки. Впервые Уилсон появляется в фильме «Первый мститель: Другая война» (2014) и в дальнейшем становится одной из центральных фигур в КВМ, появившись в шести фильмах по состоянию на 2023 год и сыграв главную роль в сериале «Сокол и Зимний солдат» (2021) на «Disney+». Он вернулся в фильме «Капитан Америка: Новый мир». Является первым тёмнокожим Капитаном Америкой в игровом кино.
Альтернативная версия Уилсона из Мультивселенной появляется в анимационном сериале «Что, если…?» (2021).
Уилсон вновь исполнит роль в будущем фильме про Капитана Америку, который в настоящее время находится в разработке.
Исполнение актёром Маки роли Уилсона получило положительные отзывы.

## Концепция, создание и характеризация
Сэмюэл Томас Уилсон, известный как Сокол, был первым афроамериканским супергероем в мейнстримных комиксах. Персонаж впервые появился в «Captain America» #117 (сентябрь 1969). Он был создан редактором Стэном Ли и художником Джином Коланом, и он появился, как сказал Колан в 2008 году:
...в конце 1960-х, [когда новости о] войне во Вьетнаме и протестах за гражданские права были регулярными событиями, и Стэн, всегда желавший быть в авангарде событий, начал включать эти заголовки в комиксы. ... Один из самых больших шагов, которые мы сделали в этом направлении, был сделан в «Captain America». Мне нравилось рисовать людей всех мастей. Я рисовал столько разных типов людей, сколько мог, в сценах, которые я иллюстрировал, и мне нравилось рисовать чернокожих людей. Я всегда находил их черты интересными, и так много их силы, духа и мудрости было написано на их лицах. Насколько я помню, я обратился к Стэну с идеей представить афроамериканского героя, и он сразу же ухватился за неё. ... Я просмотрел несколько афроамериканских журналов и использовал их в качестве основы для вдохновения, чтобы воплотить Сокола в жизнь.
Он был представлен как безымянный бывший житель Гарлема в Нью-Йорке, который приютил дикого сокола, которого он обучил и назвал Редвингом (его собственное имя, Сэм Уилсон, не появлялось до пятой страницы следующего выпуска). После того, как Уилсон вступил в конфликт с суперзлодеем Красным Черепом, Стив Роджерс вдохновил Уилсона принять костюмированную личность Сокола, и Уилсон прошёл обучение у Роджерса. На протяжении большей части 1970-х годов Сокол и Капитан Америка были командой в Нью-Йорке, и серия комиксов на обложке носила название «Капитан Америка и Сокол» с выпусков #134—192 и #194—222 (февраль 1971 — июнь 1978).
В конечном счёте Сокол стал членом Мстителей в выпусках #183—194 (май 1979 — апрель 1980), и у него был сольный выпуск. После регулярного появления в «Captain America», том 2 (ноябрь 1996 — ноябрь 1997), Сокол присоединился к Мстителям в «The Avengers», том 3, #1 (февраль 1998). На этот раз он остался с командой, став одним из её самых выдающихся членов в выпуске #57 (октябрь 2002). В 2014 году Marvel объявила, что Уилсон сменит Роджерса в качестве нового Капитана Америки, и впоследствии этот персонаж принял звание в нескольких дополнительных сериях комиксов.
В середине 2000-х годов Кевин Файги понял, что Marvel по-прежнему владеет правами на основных персонажей Мстителей, в число которых входил Капитан Америка и связанные с ним персонажи, включая Уилсона. Файги, будучи самопровозглашённым «фанатом», мечтал создать общую вселенную точно так же, как авторы Стэн Ли и Джек Кёрби сделали со своими комиксами в начале 1960-х годов. В 2005 году Marvel получила инвестиции в размере $525 миллионов от Merrill Lynch, что позволило им самостоятельно выпустить десять фильмов, включая про Капитана Америку. Paramount Pictures согласилась заниматься дистрибуцией фильма. В июле 2012 года Энтони Маки вступил в переговоры по поводу того, чтобы появиться в роли Уилсона/Сокола вместе с Крисом Эвансом в фильме «Первый мститель: Другая война». В ноябре 2014 года было подтверждено, что Маки вернётся в фильме «Первый мститель: Противостояние». В начале июля 2015 года международный тизер-трейлер показал, что Маки появится в роли Уилсона/Сокола в фильме «Человек-муравей». Маки также появляется в сцене после титров вместе с Крисом Эвансом и Себастианом Стэном в соответствующих ролях Стива Роджерса и Баки Барнса.

### Характеризация
Входя в роль, Маки сказал: «[Уилсон] действительно умный парень, который прошёл серьёзную военную подготовку и становится тактическим лидером». Он также отметил: «Он первый афроамериканский супергерой. Это заставляет меня чувствовать, что вся работа, которую я проделал, окупилась. У меня есть сын, племянники и племянницы, и мне нравится идея, что они могут нарядиться Соколом на Хэллоуин. Теперь у них есть кто-то, кого они могут боготворить. Это огромная честь для меня». Marvel, которая наняла Маки на роль из-за его «энергии и чувства веселья», не позволила ему прочитать сценарий, пока он не подписал контракт. Маки потратил пять месяцев на тренировки по два раза в день и диету в 11 000 калорий в день, чтобы привести себя в форму для этой роли. Комментируя отношения Роджерса с Уилсоном, Эванс сказал: «Знакомясь с персонажем Маки, он раньше служил, а теперь работает в отделе консультирования ветеранов, которые приходят домой с ПТСР — они соединяются на этом уровне. Я думаю, что они оба раненые воины, которые не обливают других людей своей кровью. У Кэпа не на кого проливать кровь. Я думаю, Маки знает, как обращаться с такими людьми. …Иногда, когда дела идут плохо, лучше довериться незнакомцу».
По поводу включения Сокола в фильме «Человек-муравей», режиссёр Пейтон Рид сказал, что это было сделано не только для того, чтобы включить персонажа, а скорее «[это] послужило для одного момента в сюжете; цели в нашей истории» и позволило им улучшить «серию рассказа» Майкла Пенья, которая была написана производственными сценаристами Гэбриелом Феррари и Эндрю Баррером, также добавив, что Сокол «казался подходящим персонажем — не сильно значимым персонажем, как Железный человек или Тор, а правильным рангом героя», Радд и Маккей решили включить Сокола после просмотра фильма «Первый мститель: Другая война».
Обсуждая отношения между Уилсоном и Роджерсом в фильме «Первый мститель: Противостояние», Маки сказал: «Говоря о Соколе и Кэпе, самое замечательное — это взаимное уважение. Есть солдатское уважение. Что замечательно… [в „Противостоянии“], так это то, что вы видите, как растут их отношения», добавив: «Он уважает и восхищается Кэпом, потому что Кэп заслужил своё звание, а не сидел в офисе и просто делегировал приказы». Файги сказал, что было решено переснять финальную сцену фильма, чтобы включить новый костюм Сокола, разработанный для «Человека-муравья», который был выпущен после «Эры Альтрона», поскольку Сокол был первоначально снят в своём оригинальном костюме из «Другой войны». Маки заявил, что он не осознал, что Уилсон стал Мстителем, пока не посмотрел фильм на премьере, так как ему дали только сценарий для сцен, над которыми он работал.
Уилсон использует пару пистолетов-пулемётов в качестве основного оружия и летает с помощью реактивного ранца с сочленёнными крыльями. Начиная с «Противостояния», ему помогает робот-беспилотник по имени Редвинг. Джо Руссо заявил, что включение Барнса на сторону Роджерса заставляет Уилсона поставить под сомнение его динамику и отношения с Роджерсом двигаясь вперёд. Маки отметил, что в «Войне бесконечности» Уилсон не в ладах с другими героями, такими как Железный человек и Чёрная пантера, после событий «Противостояния».

## Биография персонажа

### Ранняя жизнь и происхождение
Уилсон родился 31 января и вырос в Делакруа, Луизиана, где его семья занималась рыболовством. Уилсон стал воздушным спасателем ВВС США и участвовал в зарубежных военных кампаниях. Он был выбран для тестирования прототипного вингсьюта вместе со своим другом Райли. Их вингсьюты имели решающее значение в их миссиях, поскольку РПГ, используемые террористами, не позволяли ВВС использовать вертолёты. После того, как один из РПГ убивает друга Сэма — Райли, которого Сэму не удается спасти, Уилсон завершает свою миссию и уходит из ВВС. Затем Уилсон становится консультантом по травмам и горю, помогая возвращающимся ветеранам войны.

### Помощь Стиву Роджерсу
В 2014 году Уилсон знакомится со Стивом Роджерсом во время пробежки в Вашингтоне, а позже помогает Роджерсу и Наташе Романофф раскрыть и уничтожить террористическую организацию «Гидра», находящейся в организации «Щ.И.Т.» под прикрытием. После того, как он, Романофф и Роджерс были захвачены «Гидрой», Мария Хилл спасает их и отводит в секретное убежище, где они встречают Ника Фьюри и обсуждают план по ликвидации Геликэрриеров. Роджерс и Уилсон возвращаются в штаб-квартиру «Щ.И.Т.», где они вступают в бой с Баки Барнсом, работающего по программе «Зимний солдат». Во время боя Барнс отрывает одно из крыльев Уилсона. Без возможности летать, Уилсон вступает в бой с Броком Рамлоу, однако ему удаётся сбежать из Трискелиона, прежде его разрушает падающий хеликэриэр. После распада организации «Щ.И.Т.», Уилсон предлагает сопровождать Роджерса в его миссии по поиску Барнса.

### Новый Мститель
В 2015 году Уилсон приходит на вечеринку в Башню Мстителей и косвенно упоминает о продолжающихся поисках Барнса с Роджерсом. Позже Уилсон, вместе с Джеймсом Роудсом, Вижном и Вандой Максимофф пополняют новый состав команды «Мстители» во главе с Роджерсом и Романофф на новой Базе Мстителей.
Несколько месяцев спустя между Уилсоном и Скоттом Лэнгом происходит непродолжительная сражение за пределами Базы Мстителей, где Лэнг берёт часть техники, необходимой для его миссии. Уилсон, впечатлённый способностями Лэнга, начинает разыскивать его для помощи в поисках Барнса.

### Заковианский договор
В 2016 году Уилсон сопровождает Роджерса, Романофф и Максимофф в Лагос, чтобы помешать Броку Рамлоу заполучить биологическое оружие. Находясь там, ему помогает роботизированный дрон в форме птицы под названием «Редвинг». Позже он становится первым Мстителем, выступившим против «Заковианского договора», заключающегося в введении контроля над командой Мстители комиссией ООН и правительством. Сэм сопровождает Роджерса на похоронах Пегги Картер, а затем, после того, как на ратификации договора бомба убивает короля Т’Чаку в Вене, Роджерс и Уилсон выслеживают Барнса в Бухаресте и пытаются защитить его от сына короля Т’Чаки — Т’Чаллы и властей, однако их всех, включая Т’Чаллу, арестовывает полиция Бухареста, а также Джеймс Роудс. После того, как Гельмут Земо освобождает Барнса, Сэм прибывает к нему первый, и Барнс его оглушает. Придя в себя, Сэм пытается догнать Гельмута, однако Земо сбегает. Роджерс приводит Барнса на старый завод и фиксирует его металлическую руку в тески. Придя в сознание, Барнс рассказывает Роджерсу и Уилсону о пяти других суперсолдатах, которых Земо планирует выпустить. По предположению Уилсона, Роджерс звонит Клинту Бартону, вербует Лэнга и освобождает Максимофф. В Германии они противостоят Старку, Роудсу, Романофф, Т’Чалле, Питеру Паркеру и Вижну, и бой заканчивается тем, что Уилсон и Старк пытаются словить падающего Роудса, однако у них не выходит. После этого, Сэм, вместе с , Максимофф, Бартоном и Лэнгом отправляются в тюрьму «Рафт». Когда Старк посещает тюрьму, Уилсон рассказывает Старку, куда отправились Роджерс и Барнс, при условии, что Старк отправится один. Позже Роджерс вытаскивает Уилсона и остальных из плавучей тюрьмы. Затем он скрывается вместе с Роджерсом, а позже с Романофф, которых разыскивает ООН за нарушение «Заковианского договора».

### Гибель и воскрешение
В 2018 году Уилсон, Роджерс и Романофф прибывают в Шотландию, и спасают Ванду Максимофф и Вижна от Проксимы Полночной и Корвуса Глэйва. Они возвращаются на Базу Мстителей и встречаются с Роудсом и Брюсом Бэннер. По предложению Роджерса, Мстители отправляются в Ваканду, чтобы защитить Вижна и изъять из него Камень Разума. Там Уилсон встречается с Барнсом и уведомляет Роджерса о прибытии Аутрайдеров, а затем, вместе с остальными противостоит им. Он становится свидетелем прибытия Таноса, который завершает Перчатку Бесконечности и щёлкает пальцами, в результате чего Уилсон распадается вместе с половиной всей жизни во Вселенной.
В 2023 году Уилсон восстанавливается в Ваканде и первый сообщает Роджерсу об открытии портала. Из Ваканды открывают портал, из которого Сэм вылетает на разрушенную Базу Мстителей, и присоединяется к битве против альтернативной версии Таноса. После победы на Таносом, Сэм присутствует на похоронах Тони Старка. Затем, во время возвращения Роджерсом Камней Бесконечности в их альтернативные реальности, и после этого, с одобрения Барнса, получает щит и звание Капитана Америки от пожилого Стива Роджерса.

### Становление Капитаном Америкой
В 2024 году Уилсон возвращается работать по контракту в ВВС США. Его отправляют в Тунис, чтобы выследить самолёт ВВС США, захваченный Жоржем Батроком и членами террористической группы «LAF». Уилсон побеждает их и возвращает военного заложника из самолёта при поддержке своего друга, первого лейтенанта ВВС США Хоакина Торреса. После этого Торрес рассказывает Уилсону о террористической группировке «Разрушители флагов», считающей, что жизнь во время «Скачка» была лучше. В Вашингтоне, Уилсон отдаёт щит правительству США в Смитсоновский институт, посвящённый Капитану Америке. Он встречается с Джеймсом Роудсом и объясняет ему, что не считает себя достойным принять звание Капитана Америки. Затем он отправляется в Делакруа, Луизиана, чтобы помочь своей сестре Саре в семейном бизнесе. Находясь там, Торрес информирует его о нападении «Разрушителей флагов» в Швейцарии, и Сэм видит в новостях, что правительство США назначило Джона Уокера новым Капитаном Америкой.

#### Партнёрство с Баки Барнсом
Вернувшись на базу ВВС США, к Уилсону прибывает Барнс, и выражает недовольство по поводу сдачи щита. После того, как Уилсон рассказывает Баки об угрозе Разрушителей флагов, Барнс присоединяется к нему, чтобы остановить их. Затем Торрес доставляет их в Мюнхен. Там Уилсон и Барнс наблюдают за тем, как террористы крадут лекарства, и пытаются перехватить их. Уилсон использует «Редвинга», чтобы идентифицировать потенциального заложника в грузовике. Однако выясняется, что им является Карли Моргенто — лидер террористической группировки «Разрушители флагов». Участники этого группировки, будучи суперсолдатами, быстро одолевают Уилсона и Барнса, пока к ним на помощь не приходят Уокер и его помощник Лемар Хоскинс, однако «Разрушители флагов» сбегают. Уокер просит Уилсона и Барнса присоединиться к нему в оказании помощи Всемирному совету по восстановлению (ВСВ), чтобы подавить продолжающиеся насильственные после-Скачковые революции, но они отказываются. Барнс привозит Уилсона в Балтимор, чтобы встретиться с Исайей Брэдли — суперсолдатом-ветераном Корейской войны, с которым Барнс столкнулся в бою и потерял часть металлического протеза руки. Брэдли отказывается помочь им найти источник дополнительной сыворотки суперсолдата, раскрывая, что он был заключён в тюрьму после выполнения им приказов, в то время как правительство проводило над ним эксперименты в течение тридцати лет. Когда Барнс и Уилсон уходят, полиция Балтимора не узнают Уилсона, однако затем понимают, кем он является. Впоследствии Барнса арестовывают за пропуск назначенной судом психотерапии. Уокер освобождает Барнса, и психотерапевт Барнса вынуждает Уилсона и Барнса высказать своё недовольство друг другу.  Барнс объясняет, что он разочарован в Уилсоне за то, что он не доверяет выбору Роджерса, когда тот назвал Уилсона своим преемником. Когда они уходят, к ним снова приближается Уокер, который пытается завербовать их, но Уилсон и Барнс снова отказываются.
Барнс настаивает на том, чтобы он и Уилсон отправились в Берлин, чтобы встретиться с заключённым Гельмутом Земо, чтобы получить информацию о сыворотках суперсолдата. Без ведома Уилсона, Барнс организует тюремный бунт, и помогает Земо сбежать. Барнс убеждает Уилсона позволить Земо помочь им, и вся троица отправляется в Мадрипур, чтобы найти источник новой сыворотки суперсолдата. Уилсон маскируется под преступника по имени «Улыбающийся Тигр», и они отправляются к высокопоставленной преступнице Селби, которая раскрывает, что некий «Торговец силой» нанял бывшего учёного из «Гидры» доктора Уилфреда Нейгела, чтобы воссоздать сыворотку. Уилсон раскрывает себя, и Селби приказывает своим людям убить их, однако убивают её. Их спасительница, Шэрон Картер, находищаяся в бегах, живёт в Мадрипуре с 2016 года. Она соглашается помочь им после того, как Уилсон предлагает добиться её помилования. Они отправляются в лабораторию Нейгела и сталкиваются с ним. Он рассказывает, что сделал двадцать ампул сыворотки, и что Моргенто украла их. Внезапно, Земо убивает Нейгела, и лабораторию уничтожают охотники за головами. Уилсон, Барнс и Картер сражаются с охотниками за головами, пока Земо не приобретает машину для побега, и они сбегают. Барнс, Земо и Уилсон отправляются в Латвию, чтобы найти Моргенто.

#### Борьба с Разрушителями флагов
В Латвии Уилсону удаётся поговорить с Моргенто и он пытается убедить её прекратить насилие, но вмешивается Уокер, и Моргенто сбегает. Позже Моргенто угрожает Саре, заставляя Уилсона встретиться с ней, чтобы она могла попросить его присоединиться к её движению. В этот момент вмешиваются Уокер и Хоскинс, что приводит к сражению, во время которой Моргенто случайно убивает Хоскинса. Взбешённый смертью своего друга и приняв сыворотку, Уокер использует щит, чтобы убить одного из Разрушителей флагов на глазах у перепуганных свидетелей, которые снимают его действия.
После этого, Баки и Сэм находят Уокера на старом заводе и требуют, чтобы Уокер отдал им щит. Начинается бой, в результате которого, Уокер ломает крылья Сэма. В пылу сражения, Сэм и Баки ломают Уокеру левую руку и вырубают, а затем, Баки отдаёт щит Сэму. Уилсон берёт щит и передаёт Торресу своё звание и Вингсьют. Затем он навещает Брэдли, который заявляет о своём убеждении, что тёмнокожий человек не может и не должен быть Капитаном Америкой. Уилсон возвращается домой в Луизиану и чинит вместе с Барнсом, а также с несколькими местными жителями семейную лодку. Барнс отдаёт Уилсону кейс от вакандцев. Барнс и Уилсон тренируются со щитом и соглашаются оставить прошлое позади и работать вместе как друзья. Уилсон принимает свою роль в качестве нового Капитана Америки и, получив наводку от Торреса, готовится снова встретиться с «Разрушителями флагов».
Надев новый костюм Капитана Америки, Уилсон летит в Нью-Йорк, чтобы спасти ВВС от нападения «Разрушителей флагов» с помощью Барнса, Картер и Уокера. Уилсон сражается с Батроком, а затем спасает несколько участников ВСВ и пытается урезонить Моргенто, но Картер убивает её, когда Карли пытается убить Сэма. После выноса тела Моргенто, Уилсон убеждает ВСВ отложить голосование и приложить усилия, чтобы помочь людям, за которых погибла Моргенто. Он также убеждает правительство создать статую в честь Исайи Брэдли в рамках выставки, посвящённой Капитану Америке в Смитсоновском институте. После этого он присоединяется к своей семье, Барнсу и его соседям на общий пикник.

#### Противостояние Лидеру
В 2027 году Уилсон, теперь работающий с правительством, был приглашен на саммит острова Целестиала в Белый дом новоизбранным президентом США Таддеусом Россом. Уилсон был втянут в гнусный заговор, когда Исаия Брэдли был взят под контроль, чтобы напасть на Росса, и напряжённость продолжала расти, поскольку началась гонка вооружений между Японией и США из-за использования адамантия. Уилсон вместе со своим напаринком Хоакином Торресом обнаружили, что заговор был организован Сэмюэлем Стернсом, как способ уничтожить наследие Росса, и не смогли помешать его планам осуществиться, когда Росс превратился в Красного Халка на пресс-конференции и впал в ярость. Уилсон сражался с Россом и успокоил его, после чего Росс решил сдаться и был заключён в тюрьму «Рафт». В сцене после титров Уилсон навещает Стернса в тюрьме и решает собрать Мстителей снова.

### Альтернативная версия
В альтернативном 2018 году Уилсон заражается квантовым вирусом, который превращает его в зомби. Зомбированный Уилсон нападает на Баки Барнса и Окойе на Центральном вокзале, однако в процессе боя, Окойе разрубает Уилсона пополам.

## Отличия от комиксов
Между версией персонажа из комиксов и адаптированной версией из КВМ был замечен ряд различий. Предыстория персонажа из комиксов полностью исключена, и Уилсон вместо этого представлен с военным прошлым, аспектом, который возник из Ultimate Marvel, благодаря которому он смог найти общий язык с Роджерсом. В комиксе Уилсон обладает способностью общаться с птицами, и в его подвигах ему помогает настоящий сокол по имени Редвинг. В фильмах он заменён на дрон по прозвищу Редвинг, которым персонаж может управлять дистанционно. Костюм Уилсона также резко отличается от облегающего костюма с обнажённой грудью, который носит персонаж в комиксах, и вместо этого он носит утилитарный наряд, вдохновлённый версией из Ultimate Marvel, хотя Маки указал, что он хотел носить «красный спандекс с головы до ног» для этой роли.
В сериале «Сокол и Зимний солдат» он носит красно-серебристый костюм, который близок к комиксам. Однако, во время сражения с Разрушителями флагов и Джоном Уокером, уничтожается его дрон «Редвинг», а затем костюм для полётов. После этого Барнс убеждает Айо из вакандской команды «Дора Миладже» создать новый костюм для полётов, сделанный из вибраниума и оснащённый парой дронов «Редвингов».

## Реакция

### Реакция критиков
Реакция на персонажа Уилсона была смешанной, причём Джейкоб Столворти из «The Independent» чувствовал, что он «запомнился исключительно благодаря яркости, которую привносит в роль развлекательный актёр [Маки]». Тем не менее, изображение Уилсона Маки получило широкую похвалу, причём Мэтт Доннелли из «Variety» отметил его «победный тон» и «кривой и коллегиальный юмор» в роли. Энди Уэлш из «The Guardian» похвалил выступление Уилсона перед Всемирным советом по восстановлению как «величайший момент» Уилсона в заключительном эпизоде «Сокола и Зимнего солдата», добавив, что в партнёрстве Уилсона с Баки Барнсом Себастиана Стэна «осталось ещё много миль».

### Награды и номинации
| Год  | Награда               | Категория                   | Номинант(ы)                  | Результат | Прим.  |
| ---- | --------------------- | --------------------------- | ---------------------------- | --------- | ------ |
| 2014 | Teen Choice Awards    | Choice Movie: Звезда экрана | Энтони Маки                  | Номинация | [ 61 ] |
| 2015 | Сатурн                | Лучший актёр второго плана  | Энтони Маки                  | Номинация | [ 62 ] |
| 2021 | MTV Movie & TV Awards | Лучший киногерой            | Энтони Маки                  | Победа    | [ 63 ] |
| 2021 | MTV Movie & TV Awards | Лучший дуэт                 | Энтони Маки и Себастиан Стэн | Победа    | [ 63 ] |